# 勒伊特克穆饶伊
勒伊特克穆饶伊，是匈牙利杰尔-莫雄-肖普朗州所辖的一个村。总面积15.86平方公里，总人口445人口密度28.1人/平方公里（2011年1月1日）。